# 维洛桑日
维洛桑日（法語：Villossanges，2020年之前拼作，法語發音：[vilɔsɑ̃ʒ]）是法国多姆山省的一个市镇，属于里永区。

## 地理
维洛桑日（45°54'50"N, 2°38'45"E）面积32.8 平方千米，位于法国奥弗涅-罗讷-阿尔卑斯大区多姆山省，该省份为法国中南部省份，北起阿列省接壤，东临卢瓦尔省，南至上盧瓦爾省和康塔爾省，西接科雷兹省和克勒兹省。
与维洛桑日接壤的市镇（或旧市镇、城区）包括：沙朗萨、孔布拉耶地区孔达、朗多涅、米尔蒙、蒙泰勒德热拉、特拉莱格。
维洛桑日的时区为UTC+01:00、UTC+02:00（夏令时）。

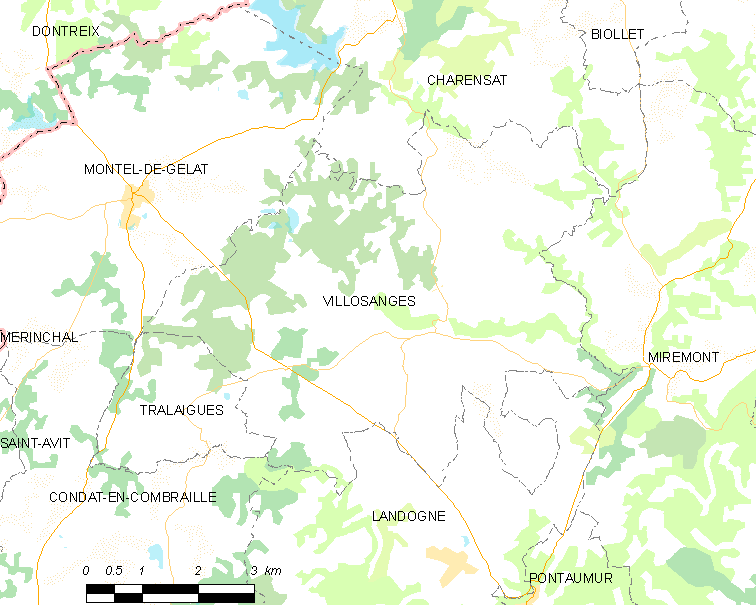
维洛桑日的OSM定位图

## 行政
维洛桑日的邮政编码为63380，INSEE市镇编码为63460。

## 政治
维洛桑日所属的省级选区为圣乌尔斯县。

## 人口

1962-2008年间维洛桑日人口变化图示

维洛桑日于2022年1月1日时的人口数量为365人。